# Fréménil
Fréménil ist eine französische Gemeinde mit 223 Einwohnern (Stand 1. Januar 2022) im Département Meurthe-et-Moselle in der Region Grand Est (vor 2016 Lothringen). Sie gehört zum Arrondissement Lunéville und zum Kanton Baccarat.

## Geografie
Die Gemeinde liegt etwa 41 Kilometer südöstlich von Nancy im Südosten des Départements Meurthe-et-Moselle in einer Ebene am Fluss Vezouze. Dieser bildet streckenweise die Gemeindegrenze. Nachbargemeinden sind Domjevin im Nordwesten und Norden, Blémerey im Nordosten, Saint-Martin und Herbéviller im Osten, Ogéviller im Südosten und Süden, Buriville im Südwesten sowie Bénaménil im Westen.

## Geschichte
Der Ort wurde 1034 unter dem Namen Fraimonvilla erstmals in einem Dokument der Abtei Saint-Remy erwähnt. Fréménil unterstand der Vogtei Vic und gehörte historisch zur Provinz Trois-Évêchés (Drei Bistümer), die faktisch 1552 an Frankreich fiel. Bis zur Französischen Revolution lag die Gemeinde dann im Grand-gouvernement de Lorraine-et-Barrois. In den beiden Weltkriegen kam es zu Zerstörungen. Von 1793 bis 1801 war die Gemeinde dem Distrikt Blâmont zugeteilt. Von 1793 bis 1801 war sie Teil des Kantons Ogeviller (Ogéviller). Von 1801 bis 2015 war die Gemeinde in den Kanton Blâmont eingegliedert. Seit 1801 ist sie dem Arrondissement Lunéville zugeordnet. Die Gemeinde lag bis 1871 im alten Département Meurthe.

## Bevölkerungsentwicklung
| Jahr                       | 1962 | 1968 | 1975 | 1982 | 1990 | 1999 | 2007 | 2019 |
| Einwohner                  | 120  | 123  | 124  | 120  | 140  | 147  | 171  | 211  |
| Quellen: Cassini und INSEE |      |      |      |      |      |      |      |      |

## Verkehr
Fréménil liegt an keiner Bahnstrecke. Die nächstgelegenen Haltestellen sind mehrere Kilometer entfernt in Ménil-Flin an der Bahnstrecke von Lunéville nach Saint-Dié-des-Vosges und in Emberménil an der Bahnstrecke von Paris nach Straßburg. Nördlich der Gemeinde führt die N4 vorbei. Der nächstgelegene Anschluss ist in Bénaménil. Für den regionalen Verkehr ist die D19A wichtig, die durch das Dorf führt.

## Sehenswürdigkeiten
- Dorfkirche Saint-Pierre aus dem Jahr 1776
- Denkmal für die Gefallenen[1]
- altes Kreuz beim Friedhof
- Wegkreuz
- sehenswerte Hausportale

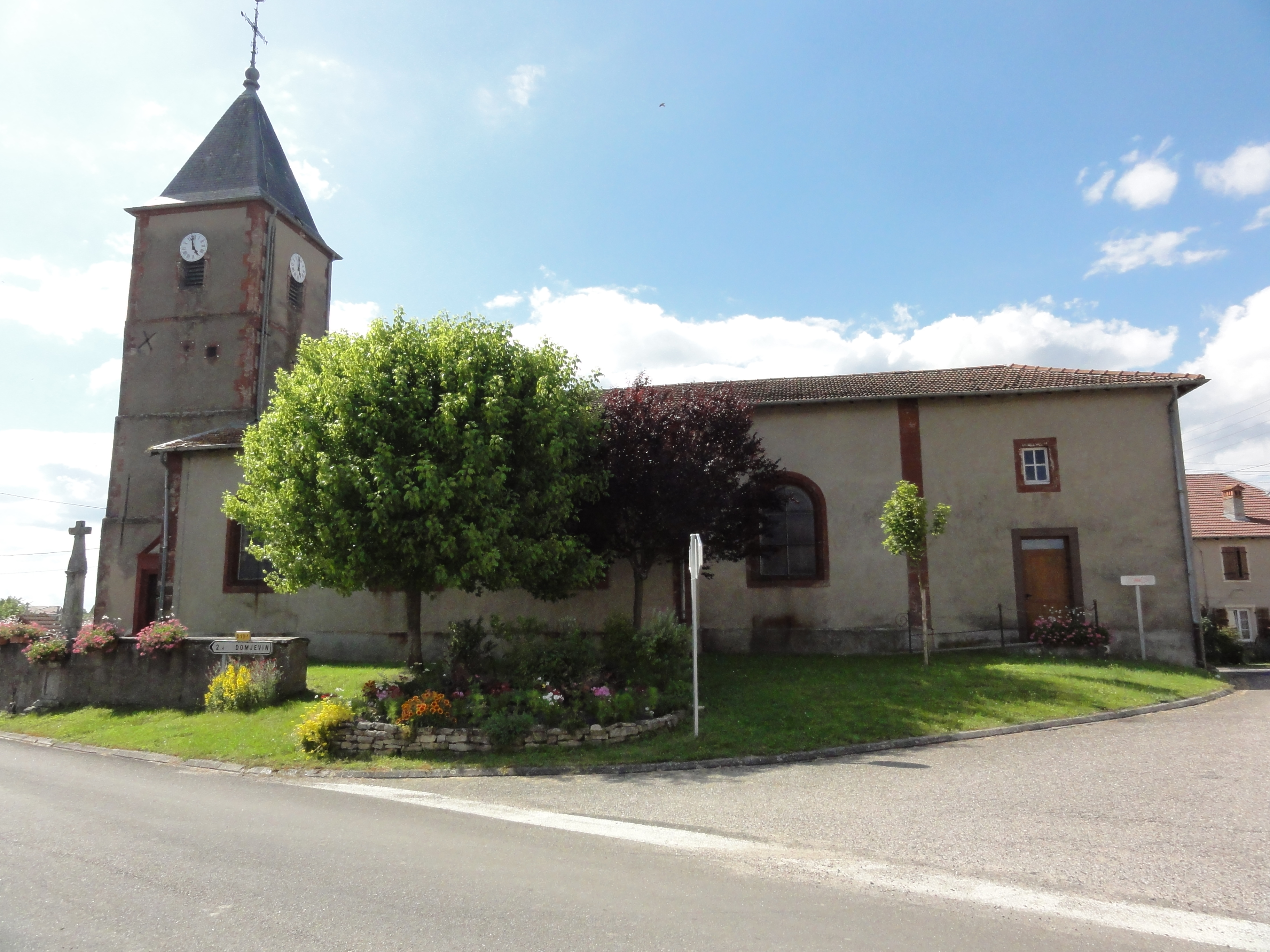
Dorfkirche Saint-Pierre
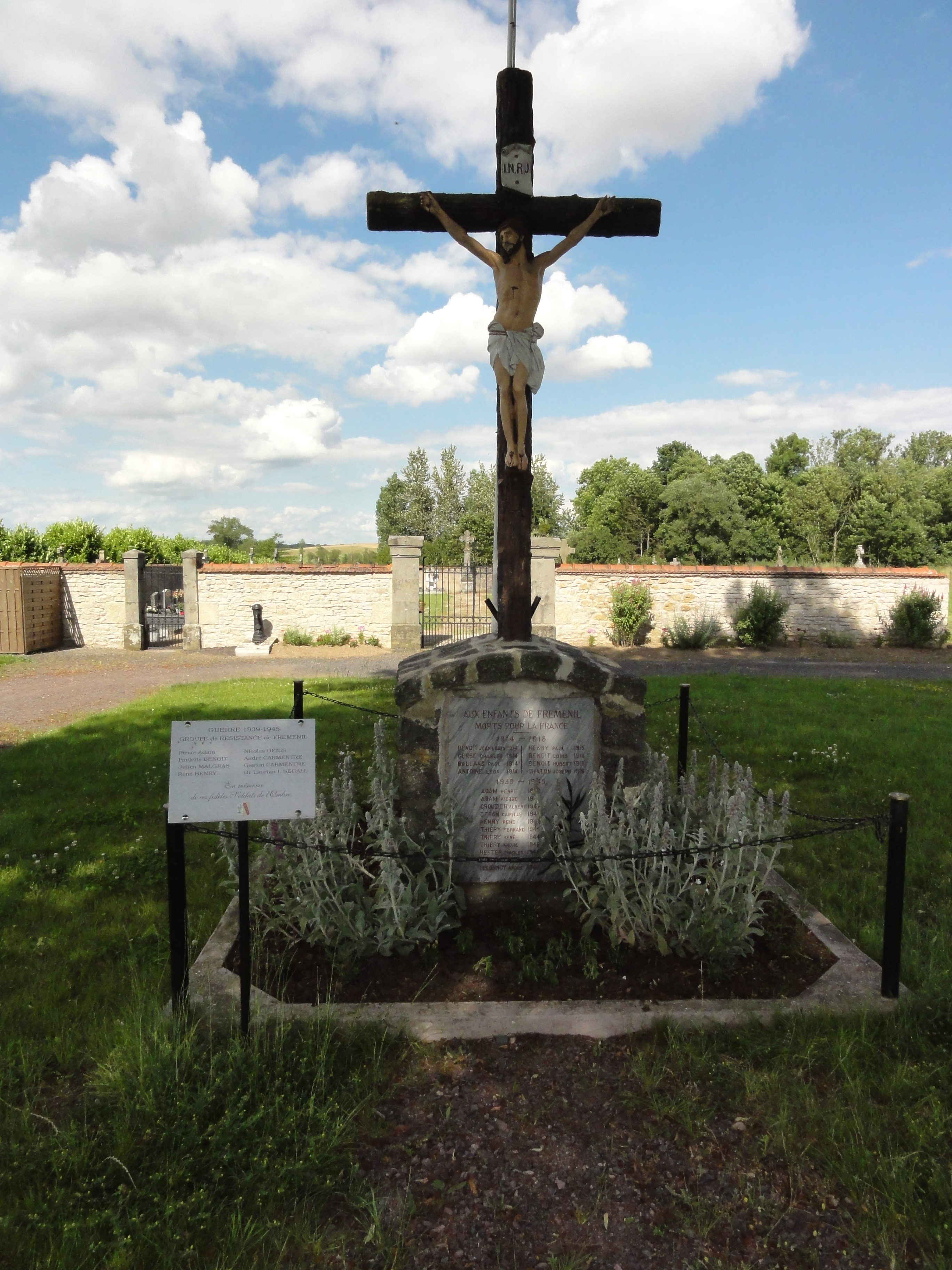
Denkmal für die Gefallenen
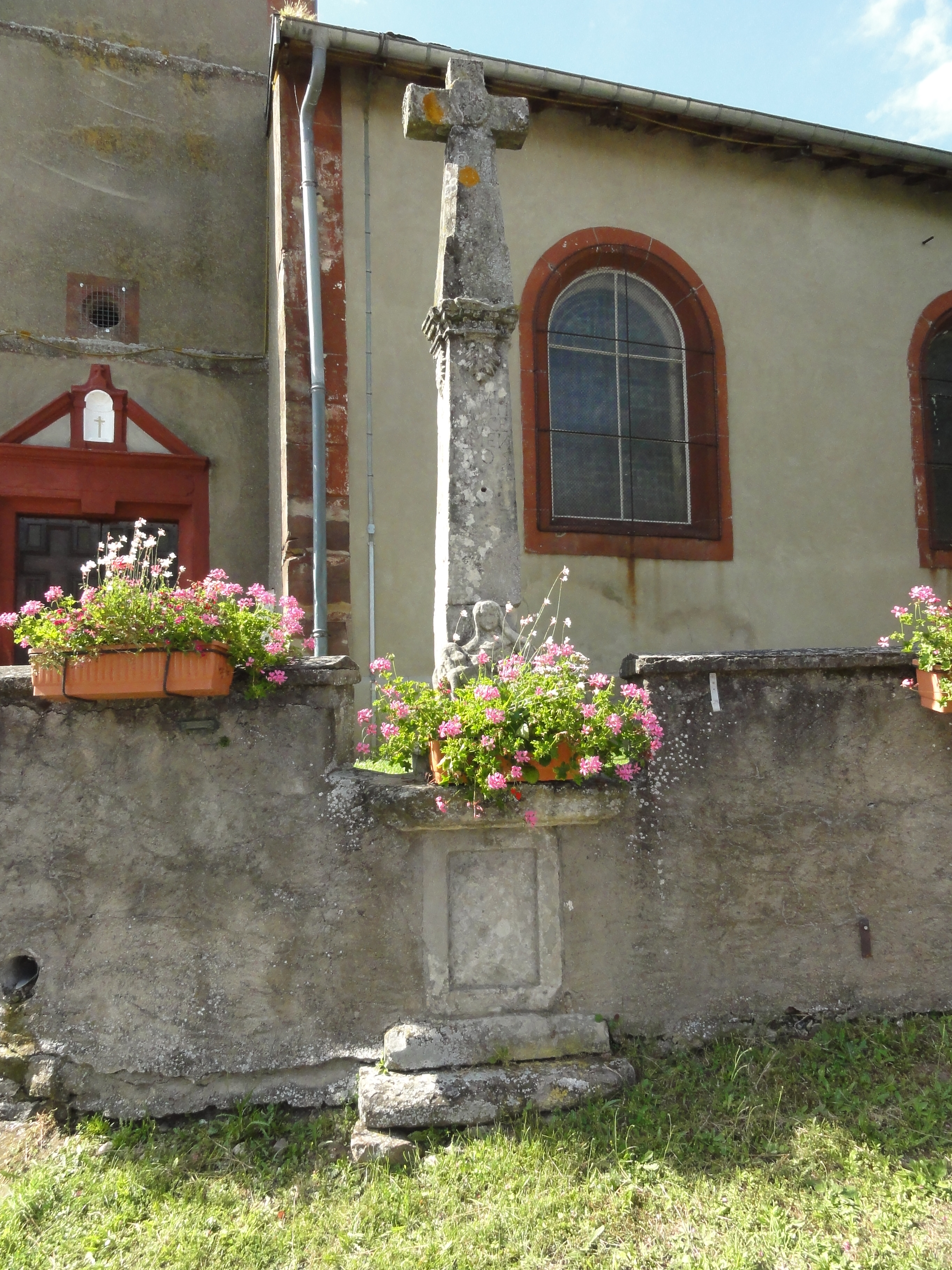
Altes Kreuz auf dem Dorffriedhof
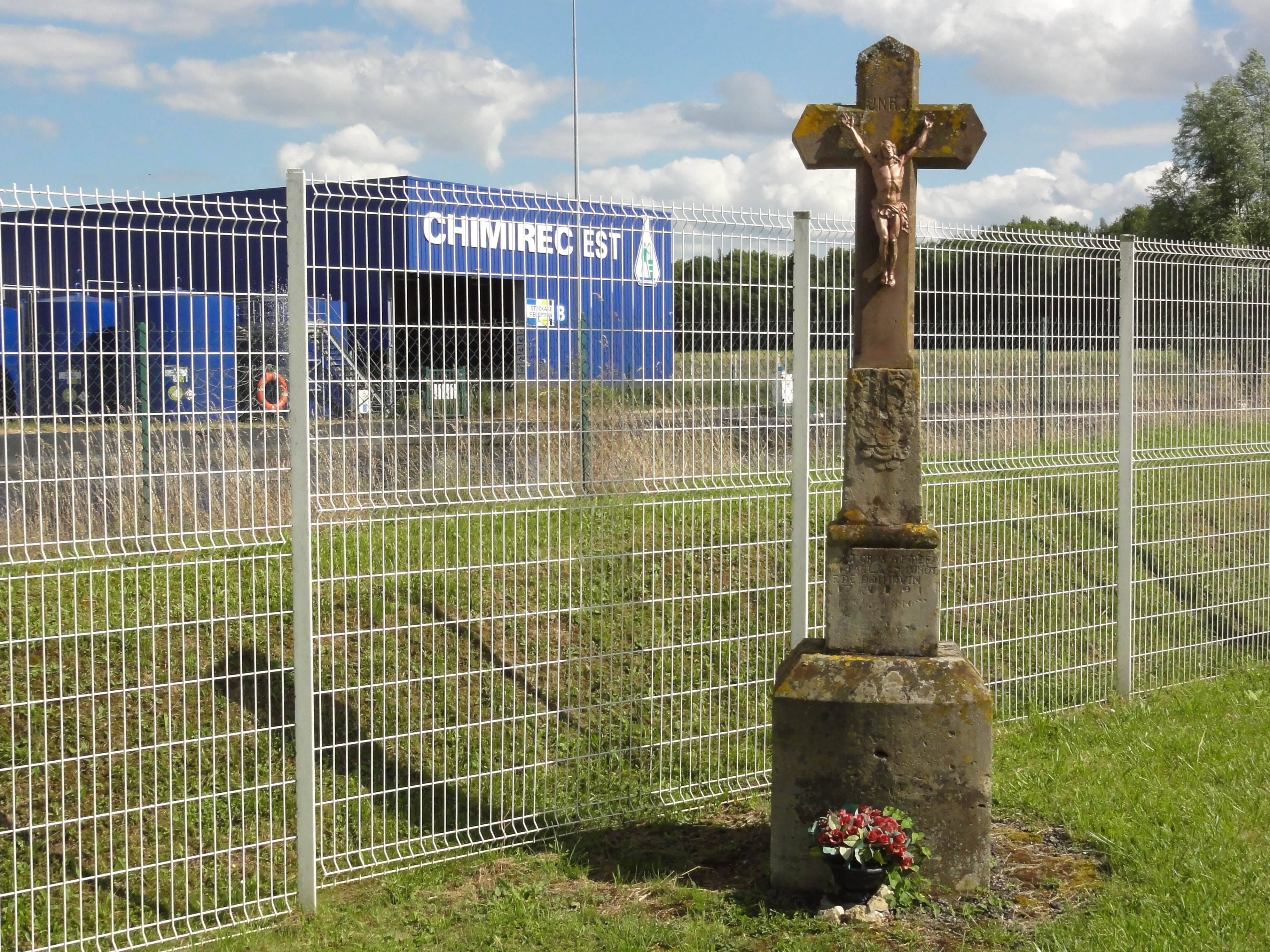
Wegkreuz
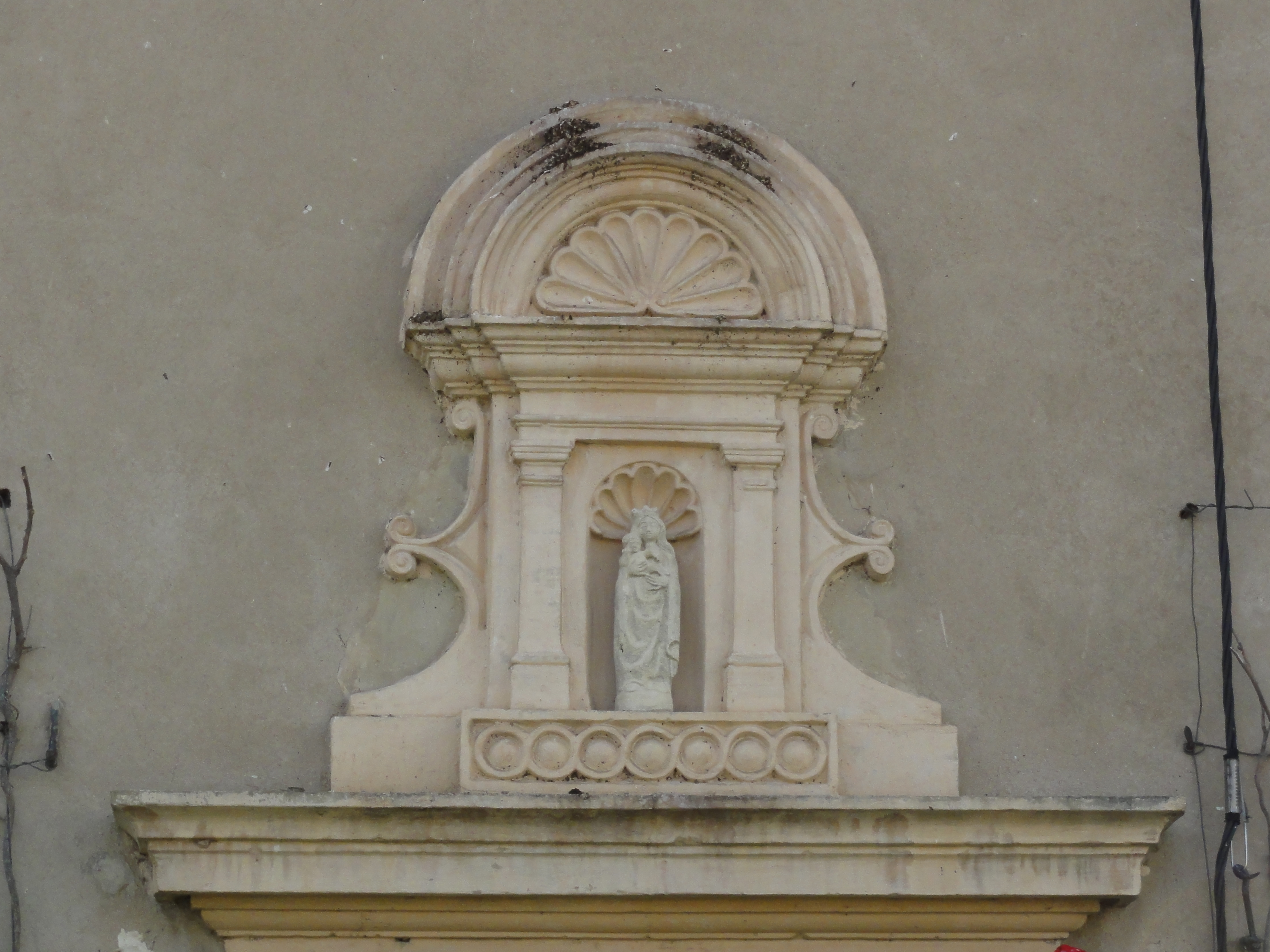
Detail eines Hausportals
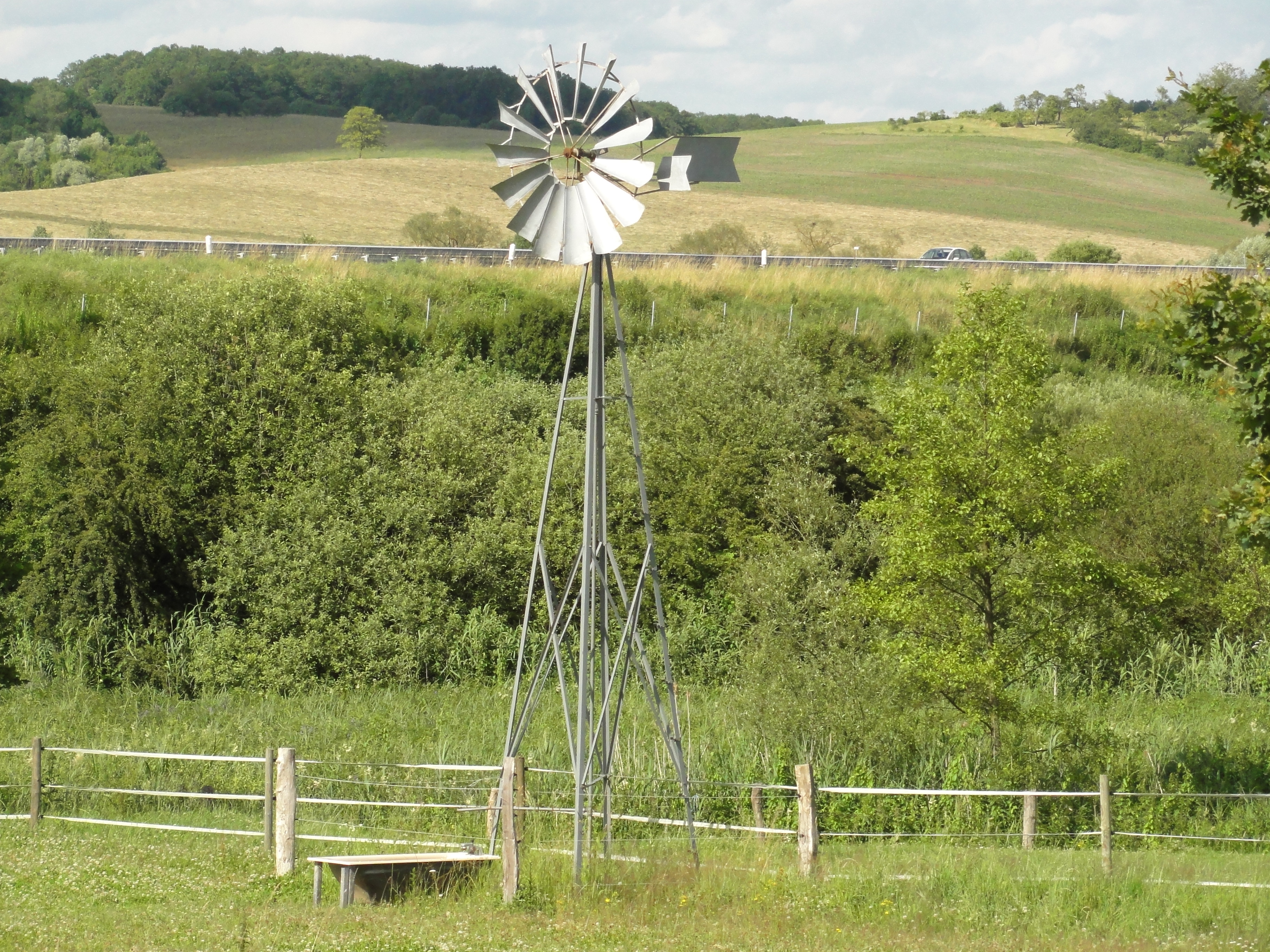
Windrad